# 湖月紅れ葉
湖月 紅れ葉（こづき くれは）は日本の女性声優。主にアダルトゲームに声をあてている。

## 出演作品

### アダルトゲーム
- 廻り巡ればめぐるときっ!?（鈴音）
- ボクラはピアチェーレ（蓮川 瑞樹）
- フォルト!!（伊達・ウィングフィールド・黎子）
- ぺたぺた（佐々木 芽依）
- Stellar☆Theater（飛山 明葉）
- ひしょ×ひしょ（紫宮 あげは）
- そらいろ（愛衣ママ）
- 処女はお姉さまに恋してる 2人のエルダー（友坂 花帆）
- R24/7 -Twenty Four/Seven-（葉月）
- Only You -世紀末のジュリエット達-（ひろみ）
- This will Never End（御影）
- Tiny Dungeon 〜BLACK and WHITE〜（トリア＝セイン）
- Tiny Dungeon 〜BLESS of DRAGON〜（トリア＝セイン）
- 翼をください（熾永 豊）
- SISTERS 〜夏の最後の日〜（神村 秋子）
- Elle:PrieR 〜しあわせの欠片をさがして〜（雛林 桃子）[1]
- なびnavi☆おーしゃん 〜恋のクルージングは風まかせ〜（錦織 百恵）[2]
- 現在もいつかもふぁるなルナ（カーバンクル）[3]
- 妹選抜☆総選挙（妹）[4]
- 学園ペッツ3〜精液まみれの図書館〜（塚本 沙織）[5]
- 学園ペッツ2 〜プールサイドの飼育活動〜（塚本 沙織）[6]
- フォルト!!S〜新たなる恋敵〜（伊達・W・黎子）[7]
- 初恋サクラメント（遊田）

### ソーシャルゲーム
- Quiz of Walkure（エリー、リサナ 、クリゼ、スファリ）[8]

### CD
- 仙獄学艶戦姫ノブナガッ!〜淫華繚乱、水着大戦!〜 限定版（織田〈希莉子〉信秀）